# Castanopsis indica
Espèce
Synonymes
- Castanea indica Roxb. ex Lindl.[2]
- Castanea indica Roxb.[2]

Castanopsis indica est une espèce de plantes à fleurs de la famille des Fagacées. C'est un arbre vivant en Asie du Sud et du Sud-Est.

## Répartition
Cette espèce est présente en Chine, à Taiwan, au Bangladesh, au Bhoutan, en Inde, au Népal, au Laos, en Birmanie, en Thaïlande et au Viêt Nam.

## Utilisations
Les graines de cet arbre peuvent être consommées et son bois est utilisé pour fabriquer divers objets.
La résine est utilisée comme antidiarrhéique.